# Gherăseni
Gherăseni is een Roemeense gemeente in het district Buzău.
Gherăseni telt 3663 inwoners.